# Sätra, Gävle
Sätra är en stadsdel i Gävle med över tiotusen invånare, belägen cirka tre kilometer nordväst om stadskärnan.

## Byn Sätra
Det äldsta kända dokument där byn Sätra nämns i skrift är från 1432 där en "Jowan ij sätrhom" dvs Johan i sätrarna, som en av tolv ledamöter i en av häradshövdingen utsedd nämnd, undertecknar en attest om Uppsala domkyrkas överhet över Öhn i Valbo. Dock finns även ett gravfält daterat till 800-tal som vittnar om att bebyggelse även fanns här under vikingatiden. Vid 1542 var Sätra en av de större byarna i Hille socken med sina 4 gårdar. I 1567 års fogdefodringslängd fanns Sätra upptaget tills två markland (8 hektar) odlad jord. Bynamnet kommer av det äldre dialektordet säter, som betyder "skogsäng, slåtteräng på utmarken" och skall inte blandas ihop med det i Norge och Västsverige vanliga ordet säter som betyder fäbodställe. Sätra har antagligen från början varit en utäga till den försvunna byn Stig som låg något söder om nuvarande ostkustbanans järnvägsbro över Testeboån. 

Sätra by låg där gamla E4 korsar Norra Kungsvägen. Byns marker sträckte sig från havet och ungefär en mil västerut till trakterna av Stabäck. Väst nordväst om byn i anslutning till Bäckebrobäcken låg Sätras slåtterängar, utmarker. Det är på och kring dessa som den moderna stadsdelen Sätra har uppförts.

## Torp och äldre bebyggelse i Sätra
I Sätra fanns två torp som lydde under Tolvfors Herrgård. Det var Mellantorpet och Nyöstertorpet.

## Sätra idag
Sätra består av olika bostadsområden, höghus i östra delen och radhus och villor i västra. I mitten finns Sätra centrum med ICA Kvantum, diverse affärer och samhällsservice. I området Campus Sätra finns över 400 studentlägenheter och studentpuben PubenPuben.

Busslinjerna 2, 12 och 15 trafikerar Sätra.
2004 definierade Folkpartiet Sätra som ett LUA-område. Utanförskapet definierades utifrån kriterier som att sysselsättningen låg under 60 procent för personer mellan 20 och 64 år, att antingen niondeklassare som går ut skola med fullständiga betyg eller att valdeltagandet ligger under 70 procent. Sätra placerades som nr 77 av 136 utanförskapsområden i Sverige.

## Idrotten i Sätra
I stadsdelen Sätra har Idrottsföreningen IK Sätra, med sektioner som fotboll, ishockey, bordtennis, innebandy, samt volleyboll, sitt ursprung.
Här finns också idrottshallen "Träffen", där IK Sätra har sin klubblokal.